# الأهلانية في سياسة الولايات المتحدة
الأهلانية في سياسة الولايات المتحدة هي معارضة لأقلية داخلية استنادًا إلى أساسها «غير الأمريكي» المفترض. يعرّف المؤرخ تايلر أنبيندر الأهلاني بأنه: 
شخص يخاف من المهاجرين ويستاء منهم ومن أثرهم على الولايات المتحدة الأمريكية، ويريد أيضًا اتخاذ إجراءات ضدهم، سواء كان إجراءً عنيفًا أو قيودًا على الهجرة أو وضع حدود على حرية القادمين الجديد الذين وصلوا مؤخرًا إلى الولايات المتحدة الأمريكية. تصف «الأهلانية» الحركة الساعية إلى تحقيق أهداف الأهلانيين. 
وفقًا للمؤرخ جون هيغام، الأهلانية هي: 
معارضة شديدة لأقلية داخلية بناءً على صلاتها الأجنبية («غير الأمريكية» على سبيل المثال). قد تختلف بعض أشكال العداوة الأهلانية، وهي تختلف فعلًا، إلى حد كبير بحسب الطابع المتغير للاضطرابات التي تسببها الأقلية والأوضاع المتقلبة لكل فترة، إلا أن كل عداوة منفصلة تمر من خلالها القوة التنشيطية والموحدة للنزعة القومية الحديثة. وفي حين أنها تستند إلى الكراهية الثقافية والأحكام الإثنية، تترجم الأهلانية هذه الكراهية والأحكام إلى حماسة لتدمير أعداء أسلوب الحياة الأمريكية المميزة. 

## الجمهورية الأولى
كانت الأهلانية عاملًا سياسيًا في التسعينيات من القرن الثامن عشر وفي الفترة الواقعة بين الثلاثينيات والخمسينيات من القرن التاسع عشر. لم تشهد الحقبة الاستعمارية في تاريخ الولايات المتحدة الأمريكية سوى ظهورًا ضعيفًا للأهلانية، إلا أن بينجامين فرانكلين كان لمدة معاديًا للأمريكيين الألمان في مقاطعة بنسلفانيا، وأطلق عليهم لقب «الريفيين البلاطيين». إلا أن موقفه تغير كليًا وأصبح داعمًا لهم. 
أصبحت الأهلانية قضية محورية في أواخر التسعينيات من القرن الثامن عشر، حين عبر الحزب الفيدرالي الأمريكي عن معارضته الشديدة للثورة الفرنسية. وجد الفيدراليون أنفسهم في ورطة حقيقية في وجه القائد الجمهوري ألبرت غالاتين، وهو مهاجر من جنيف في سويسرا. خشية من أنه يمثل المصالح الأجنبية، تمكن الفيدراليون من طرده من مجلس الشيوخ حول تفصيل قانوني في عام 1794. ومن ثم بدأوا بناء مناشداتهم الأهلانية. وسعوا إلى الحد من الهجرة بصورة صارمة ورفع مدة منح حق المواطنة إلى 14 عامًا. خلال فترة شبه الحرب مع فرنسا في عام 1798، أقر الفيدراليون قانون الغرباء والتحريض على الاضطرابات. ودمجوا قانون الغرباء وقانون التجنيس وقانون التحريض على الاضطرابات. قاد الحركة ألكساندر هاميلتون على الرغم من مكانته كمهاجر، ويحاجج فيليب ماغنس أن «مسيرة هاميلتون السياسية يمكن أن توصف بصورة محقة بأنها انزياح دائم نحو رهاب الأجانب القومي». قاد توماس جيفرسون وجيمس ماديسون المعارضة بتقديمهما مسودة قراري كنتاكي وفيرجينيا. كان الدافع وراء القرارين الذين استهدفا المهاجرين هو الخوف من الحضور الإيرلندي الراديكالي المتعاظم في فيلادلفيا، التي كانت تدعم جيفرسون. إلا أن القرارين لم يدخلا حيز التنفيذ. أثار الرئيس جون آدامز غضب رفاقه الفيدراليين بعقد صلح مع جمهورية فرنسا، وبتسببه بانقسام حزبه في عام 1800. انتُخب جيفرسون رئيسًا، وأبطل معظم تشريعاته المعادية للمهاجرين.

## 1830-1860
كان معدل الهجرة إلى الأمة الجديدة بطيئًا حتى عام 1840 حين ارتفع بشكل فجائي مع وصول إيرلنديين وألمان وإنجليز (وآخرين) بلغ تعدادهم الإجمالي أكثر من 4 مليون رجل وامرأة وطفل بين عامي 1840 و1860. ومباشرة أخذت الحركات الأهلانية بالبروز. ظهر مصطلح «أهلانية» في عام 1844: «جُنس الآلاف بصورة علنية لمحاربة الأهلانية، وقد انتُخبت لائحة بولك لهذه الغاية بشكل رئيسي». نالت الأهلانية تسميتها من الأحزاب «الأمريكية الأهلانية» في الأربعينيات والخمسينيات من القرن التاسع عشر. في هذا السياق لا تشير كلمة «أهلي» إلى الشعوب الأصلية في الأمريكيتين أو الهنود الأمريكيين، بل إلى السلالة الأوروبية لمستوطني المستعمرات الثلاث عشرة. اعترض الأهلانيون أولًا على الكاثوليك الرومان الإيرلنديين بسبب ولائهم للبابا وأيضًا بسبب رفضهم المفترض للنزعة الجمهورية بصفتها حلمًا أمريكيًا.
ضمت الحركات الأهلانية حزب لا أدري أو «الحزب الأمريكي» الذي كان ناشطًا في الخمسينيات من القرن التاسع عشر ورابطة الحد من الهجرة التي كانت ناشطة في التسعينيات من القرن التاسع عشر والحركات المعادية للآسيويين في الولايات الغربية، وهو ما أسفر عن قانون استبعاد الصينيين لعام 1882 و«اتفاقية الإشراف لعام 1907»، التي أوقفت بموجبها الحكومة الإمبراطورية لليابان النزوح إلى الولايات المتحدة الأمريكية. كانت النقابات العمالية في الولايات المتحدة داعمًا قويًا لاستبعاد الصينيين ووضع قيود على الهجرة بسبب مخاوف من تسببهم بخفض الأجور وجعل تنظيم النقابات أمرًا أكثر صعوبة على العمال الأمريكيين.

### حزب لا أدري في أواسط الخمسينيات من القرن التاسع عشر
ألف حزب لا أدري أغنية للتظاهرات أُنشدت في عام 1855:
لقد نهض الأهلانيون.. هل رأيت؟
رأوا مجموعة أجنبية
يقودها قس ذليل
يلوثون أرض عدن
وقبور الوطنيين الموتى.
غادر الولد والرجل صاحب اللحية
منزلهم الدافئ
ليواجها عشيرة قاسية القلب
أوغاد كنيسة روما
أهلانيون أهلانيون أهلانيون
وقعت احتجاجات أهلانية غاضبة في شمال شرق الولايات المتحدة الأمريكية منذ الثلاثينيات من القرن التاسع عشر حتى الخمسينيات من القرن التاسع عشر، وكانت تلك الاحتجاجات بصورة رئيسية ردًا على تصاعد هجرة الكاثوليك الإيرلنديين. كانت قيادة الاحتجاجات في معظم الأحيان لرجال محليين مغمورين، على الرغم من أن الرسام الشهير ومخترع التيليغراف سامويل مورس كان قائدًا لها. في عام 1844 تأسست جمعية الأمريكيين المتحدين كأخوية أهلانية في أعقاب أعمال الشعب الأهلانية في فيلادلفيا. 
برز الأهلانيون إلى العلن في عام 1854 حين شكلوا «الحزب الأمريكي» الذي كان معاديًا بصورة خاصة لهجرة الكاثوليك الإيرلنديين وأقام حملة لسن قوانين تطالب بمدة انتظار أطول بين الهجرة والتجنيس، إلا أن هذه القوانين لم تقر قط. وكانت تلك الفترة التي ظهر فيها للمرة الأولى مصطلح «أهلاني»، مع شجب خصومهم لهم على أنهم «أهلانيون متعصبون». ترشح الرئيس الأمريكي الأسبق ميلارد فيلمور عن لائحة الحزب الأمريكي لمنصب الرئاسة في عام 1856، على الرغم من الدعم الضعيف الذي قدمه للأهلانية. ضم الحزب الأمريكي أيضًا العديد من الأعضاء السابقين في الحزب اليميني الذين تجاهلوا الأهلانية، وضم (في الجنوب) عددًا من الكاثوليك الرومان الذين كانت عائلاتهم قد عاشت في أمريكا لفترة طويلة. خلافًا لذلك، جاء الجزء الأكبر من المعارضة للكاثوليك الرومان من المهاجرين الإيرلنديين البروتستانت والمهاجرين اللوثريين الألمان، الذين لم يكونوا أهلانيين على الإطلاق وبالكاد يمكن تسميتهم «أهلانيين».
غالبًا ما تتسم هذه الصيغة من القومية الأمريكية برهاب الأجانب ومعاداة الكاثوليكية. في تشارلستون، ماساتشوستس، هاجمت عصابة أهلانية ديرًا كاثوليكيًا وأضرمت فيه النيران في عام 1834 (لم يصب أحد في الهجوم). وفي الأربعينيات من القرن التاسع عشر، وقعت في مدن عديدة أعمال شغب محدودة النطاق بين الأهلانيين والكاثوليك الرومان. في فيلادلفيا في عام 1844، أسفرت سلسلة من الهجمات الأهلانية على الكنائس ومراكز التجمعات الكاثوليكية عن وقوع خسائر في الأرواح من كلا الجانبين. وغالبًا ما كان المسؤول عن ذلك رجال الإطفاء المتطوعين المحليين. وجد زعماء التجمعات الذين أصابهم الذعر حلًا جزئيًا في التأهيل المهني لقوى الشرطة. في لويفيل، كنتاكي، تسببت أعمال شغب في يوم الانتخابات بمقتل ما لا يقل عن 22 شخصًا في هجمات على كاثوليك إيرلنديين وألمان في يوم «الإثنين الدامي» في 6 من شهر أغسطس من عام 1855. 
واصل الحزب الجمهوري الجديد قمع عناصره الأهلانية خلال الستينيات من القرن التاسع عشر، نظرًا إلى الحاجة الماسة إلى المهاجرين في جيش الاتحاد. وعاشت الأهلانية انبعاثًا قصيرًا في التسعينيات من القرن التاسع عشر قاده مهاجرون إيرلنديون بروتستانت معادون لهجرة الكاثوليك الأوروبيين، وبشكل خاص جمعية الحماية الأمريكية. وكانت الأحزاب السياسية تتمتع بقاعدة إثنية ثقافية قوية. كان المهاجرون البروتستانت من إنجلترا وإيرلندا واسكتلندا وإسكندنافيا مؤيدين للجمهوريين خلال النظام الحزبي الثالث (1854-1896) في حين كان الكاثوليك الإيرلنديون والألمان وآخرون مؤيدين للديمقراطيين.

## أهداف آسيوية

### معاداة الصينيين
في السبعينيات والثمانينيات من القرن التاسع عشر، استهدف المهاجرون من إثنية بيضاء، ولا سيما الأمريكيون الإيرلنديون، العمال الصينيين بأعمال عنف في الولايات الغربية، وطردوهم من البلدات الصغيرة. قاد دينيس كيرني، وهو مهاجر من إيرلندا، حركة ضخمة في سان فرانسيسكو في السبعينيات من القرن التاسع عشر حرضت على هجمات عنصرية ضد الصينيين هناك وهددت الموظفين العامين وملاك سكك الحديد. كان قانون استبعاد الصينيين لعام 1882 القانون الأول من بين قوانين أهلانية عديدة سنها الكونغرس حاولت الحد من تدفق اللاجئين إلى الولايات المتحدة الأمريكية. رد الصينيون على ذلك بتقديم ملفات مزورة حول ولادتهم في أمريكا، مما أتاح للآلاف منهم أن يهاجروا إلى كاليفورنيا. تسبب استبعاد الصينيين ببدء استيراد ملاك السكك الحديدية في الولايات الغربية عمال سكك حديد مكسيكيين بأعداد أكبر («التراكيروس»).